# Paweł Kukiz
assinatura

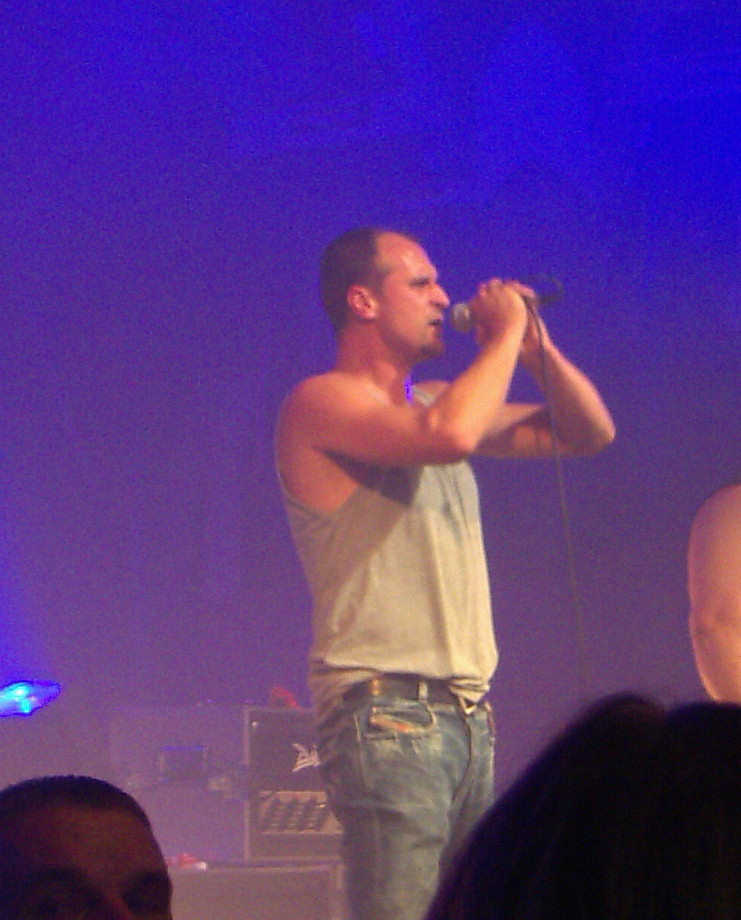
Paweł Kukiz em palco

Paweł Piotr Kukiz (nascido a 24 de Junho de 1963, em Paczków) é um cantor de música rock e actor polaco. Fundou e lidera a banda Piersi. Anteriormente, fundara outras bandas, como Aya RL e Emigranci. Em 2003, lançou um LP em conjunto com Jan Borysewicz.

## Discografia
- Płyta piracka (2004)
- Pieśni ojczyźniane (2000)

### Filmografia
- …jestem przeciw (1985) representando um rapaz
- Girl guide (1995) representando Józef Galica
- Billboard (1998) representando Żyła
- Matki, żony i kochanki II (1998)
- Poniedziałek (1998) representando Dawid
- Stacja PRL (1999-2000)
- Dzieci Jarocina (2000) representando ele próprio
- Wtorek (2001) representando Dawid
- Czwarta władza (2004) representando Actor Paweł Szeląg
- S@motność w Sieci (2006) representando Padre Andrzej